# Brasileirinho cavaticus
Brasileirinho cavaticus is een pissebeddensoort uit de familie van de Brasileirinidae. De wetenschappelijke naam van de soort is voor het eerst geldig gepubliceerd in 2012 door Prevorcnik, Ferreira & Sket.